# Leutesdorf
Leutesdorf – miejscowość i gmina w zachodnich Niemczech, w kraju związkowym Nadrenia-Palatynat, w powiecie Neuwied, wchodzi w skład gminy związkowej Bad Hönningen.

## Współpraca
Miejscowość partnerska:
- Herford, Nadrenia Północna-Westfalia